# Енергетиків
Енерге́тиків — село в Україні, у Близнюківській селищній громаді Лозівського району Харківської області. Населення становить 188 осіб. До 2020 орган місцевого самоврядування — Бурбулатівська сільська рада.

## Географія
Село Енергетиків примикає до села Малинівка, залізнична станція Дубове.

## Історія
- 1956 - дата заснування.
- 12 червня 2020 року, відповідно до Розпорядження Кабінету Міністрів України № 725-р «Про визначення адміністративних центрів та затвердження територій територіальних громад Харківської області», увійшло до складу Близнюківської селищної громади.[1]
- 19 липня 2020 року, в результаті адміністративно-територіальної реформи та ліквідації Близнюківського району, увійшло до складу Лозівського району Харківської області.[2]
- 22 червня 2023 року рішенням №230 Національної комісії зі стандартів державної мови віднесено до списку населених пунктів, які «можуть не відповідати лексичним нормам української мови», зокрема стосуватися «російської імперської чи колоніальної політики». Громаді рекомендовано обґрунтувати доцільність збереження поточної назви або запропонувати нову назву в установленому законодавством порядку.[3]

## Економіка
- Бітумно-асфальтний завод.